# Mit gondolsz, ki vagy? (amerikai televíziós sorozat)
A Who Do You Think You Are? (magyarul: Mit gondolsz, ki vagy?) dokumentumfilm televíziós sorozat bemutatója 2010. március. 5-én volt. Minden héten egy híresség családfájának nyomát kutatja, vázolja fel a nézőknek. Lisa Kudrow a gyártásvezető, mely egy partnerkapcsolat a Shed Media és az NBC Entertainment és Ancestry.com között. A sorozatnak 27 epizódja futott le. Három széria volt látható az adásból 2012-ig volt műsoron az NBC csatornáján.
| Epizód | Dátum       | Híresség             | Felkeresett helyek                                                                                      |
| ------ | ----------- | -------------------- | --- |
| 1      | 2010.03.05. | Sarah Jessica Parker | Cincinnati, Ohio; El Dorado (Kalifornia), Kalifornia; Boston, Massachusetts; Danvers, Massachusetts     |
| 2      | 2010.03.12. | Emmitt Smith         | Pensacola, Florida; Burnt Corn, Alabama; Claiborne, Alabama; Boydton, Virginia; Ouidah, Benin           |
| 3      | 2010.03.19. | Lisa Kudrow          | Fehéroroszország; Gdynia, Lengyelország                                                                 |
| 4      | 2010.03.26. | Matthew Broderick    | Jersey City, New Jersey; New York; Franciaország; Harford, Connecticut; Atlanta, Georgia; Cobb, Georgia |
| 5      | 2010.04.02  | Brooke Shields       | Newark, New Jersey; New York; Róma, Olaszország; Augerolles, Franciaország; Párizs, Franciaország       |
| 6      | 2010.04.23. | Susan Sarandon       | Virginia; New York; Firenze; Coreglia Antelminelli; Rockland megye, New York                            |
| 7      | 2010.04.30. | Spike Lee            | Atlanta, Georgia; Twiggs, Georgia; Arlington, Texas                                                     |

## Értékelések

### 1. évad: 2010
| # | Epizód                 | Értékelés | Megosztás | Értékeslés/Megosztás (18-49) | Viewers (millió) | Értékelés (időrés) | Értékelés (éjjel) |
| - | ---------------------- | --------- | --------- | ---------------------------- | ---------------- | ------------------ | ----------------- |
| 1 | "Sarah Jessica Parker" | 4.6       | 8         | 1.6/6                        | 6.85             | 2                  | 5                 |
| 2 | "Emmitt Smith"         | 4.5       | 8         | 1.8/6                        | 7.15             | 2                  | 4                 |
| 3 | "Lisa Kudrow"          | 4.7       | 9         | 1.7/7                        | 7.14             | 2                  | 3                 |
| 4 | "Matthew Broderick"    | 4.1       | 8         | 1.5/5                        | 6.21             | 3                  | 9                 |
| 5 | "Brooke Shields"       | 4.0       | 8         | 1.4/6                        | 5.90             | 1                  | 5                 |
| 6 | "Susan Sarandon"       | 4.2       | 8         | 1.3/5                        | 6.35             | 1                  | 2                 |
| 7 | "Spike Lee"            | 3.5       | 7         | 1.2/5                        | 5.21             | 2                  | 7                 |

### 2. Évad: 2011
| # | Epizód             | Értékelés | Megosztás | Értékeslés/Megosztás (18-49) | Viewers (millió) | Értékelés (időrés) | Értékelés (éjjel) | Jegyzet |
| - | ------------------ | --------- | --------- | ---------------------------- | ---------------- | ------------------ | ----------------- | ------- |
| 1 | "Vanessa Williams" | 4.5       | 8         | 1.3/4                        | 7.31             | 3                  | 6                 |         |
| 2 | "Tim McGraw"       | 4.2       | 7         | 1.4/5                        | 6.59             | 2                  | 4                 |         |
| 3 | "Rosie O'Donnell"  | 3.8       | 7         | 1.3/5                        | 5.88             | 3                  | 8                 |         |
| 4 | "Kim Cattrall"     | 4.1       | 7         | 1.2/4                        | 6.18             | 3                  | 9                 |         |
| 5 | "Lionel Richie"    | 3.9       | 7         | 1.2/4                        | 6.11             | 2                  | 5                 |         |
| 6 | "Steve Buscemi"    | 4.2       | 8         | 1.3/5                        | 6.55             | 1                  | 4                 |         |
| 7 | "Gwyneth Paltrow"  | 4.1       | 7         | 1.3/5                        | 6.01             | 2                  | 4                 |         |
| 8 | "Ashley Judd"      | 3.7       | 7         | 1.3/4                        | 5.76             | 1                  | 4                 |         |